# Яффская часовая башня
Часовая башня (ивр. מגדל השעון‎ — Мигдаль ха-Шаон) в Яффо (Израиль) была построена по инициативе Йосефа бей Мойаля. Часовой механизм установлен Морицем Шенбергом, часовщиком и ювелиром из Яффо. Эта башня — одна из ряда башен, построенных в то время Палестине, в честь 25-летия правления султана Абдул-Хамида II, правителя Османской империи. Башня была сооружена за счет пожертвований арабов и евреев, а также представителей других национальностей и конфессий — жителей Яффо. Всего на территории Османской Империи в честь годовщины было построено более ста башен. Башня построена из известняка. Форма напоминает европейскую церковь. Купол покрыт медью. На башне находятся часы и колокол, который звонит два раза в час. Часы на башне показывают местное и европейское время.
Башня располагается на «площади часов», названной в честь башни. Площадь была и остается одним из самых центральных мест Яффо.

## История
Первый камень был заложен в сентябре 1900 года, строительство закончилось в 1903 году.
Строительство башни ознаменовало собой культурное изменение в городе: до её появления все часы города располагались на башнях мечетей и церковных часовнях; строительство «гражданской» башни означало сдвиг общества в светскую сторону.
После разрушения городских стен в XIX веке часовая площадь стала центральным местом города. На ней действовали рынки, государственные учреждения и торговый центр, а также «центральная станция» общественного транспорта, откуда телеги и кареты направлялись во все концы Эрец Исраэль.
Первым часовщиком, обслуживающим часовой механизм башни, был Нетанель Маркович. Во время изгнания евреев из Яффо турками во время Первой Мировой войны Маркович получил специальное разрешение от турецких властей остаться в городе, чтобы обслуживать и настраивать часы.
В 1965 году башня была отреставрирована мэрией Тель-Авива. Часы были заменены; окна и проёмы Часовой башни украшены фигурными решётками, изображающими историю Яффо. После многих лет бездействия башня была вновь отреставрирована в 2001 году.
В 2004 году башня с часами появилась на израильской почтовой марке.

## Размеры
- Высота (от основания до конца антенны): 27,8 м.
  - первый этаж: 3,8 м
  - второй этаж: 4,36 м
- Основание: 3,8 на 3,8 м
- Колокол:
  - диаметр: 60 см
  - высота: 110 см
  - вес: 130 кг
- Циферблат:
  - диаметр: 1,3 м
  - большая стрелка: 65 см
  - маленькая стрелка: 35 см